# Zig-Zig
Zig-Zig es una película francesa de 1975 dirigida por László Szabó y protagonizada por Catherine Deneuve y Bernadette Lafont.

## Argumento
Marie y Pauline son dos cantantes de cabaré en el distrito de entretenimiento Pigalle de París y son muy buscadas como las estrellas del número de cabaret «Zig Zig». Sus admiradores incluyen a Monsieur Jean, un comisionado de policía rico y jubilado. Poco a poco, la pareja de amigas comienza a recibir «reservas» de clientes habituales en el bar del exboxeador Aldo Minelli. Allí se prostituyen conscientemente para crear un futuro seguro junto con el dinero, soñando con comprar un chalé en la montaña.
Sin embargo, sin que Marie lo sepa, Pauline trabaja con una pandilla de travestis que secuestran a la esposa del Ministro de Agricultura. Mientras el inspector Bruyère anda a oscuras en el caso y su esposa lo engaña con el guardia de seguridad Edelweiss,  Marie descubre que Pauline está involucrada y le reprocha a su amiga que se ha convertido en una criminal. Monsieur Jean finalmente encuentra e identifica a la esposa del ministro y resuelve el caso, pero la historia termina en tragedia para las amigas.

## Reparto
- Catherine Deneuve: Marie.
- Bernadette Lafont: Pauline.
- Walter Chiari: Walter, el vagabundo.
- Stéphane Shandor: Inspector Bruyère.
- Jean-Pierre Kalfon: El guitarrista.
- Georgette Anys: El cantante.
- Jean-Pierre Maud: Edelweiss.
- Hubert Deschamps: Monsieur Jean.
- Noël Simsolo

## Producción
Es la única película en la que, a petición del director, Catherine Deneuve también fue productora.[cita requerida]
Catherine Deneuve dijo que fue uno de los rodajes más caóticos que había experimentado, con el director László Szabó constantemente borracho en el set.